# 3771 Alexejtolstoj
3771 Alexejtolstoj è un asteroide della fascia principale. Scoperto nel 1974, presenta un'orbita caratterizzata da un semiasse maggiore pari a 2,2254601 UA e da un'eccentricità di 0,1679169, inclinata di 4,54622° rispetto all'eclittica.
L'asteroide è dedicato allo scrittore russo Aleksej Nikolaevič Tolstoj.